# Engelbrektsstatyn

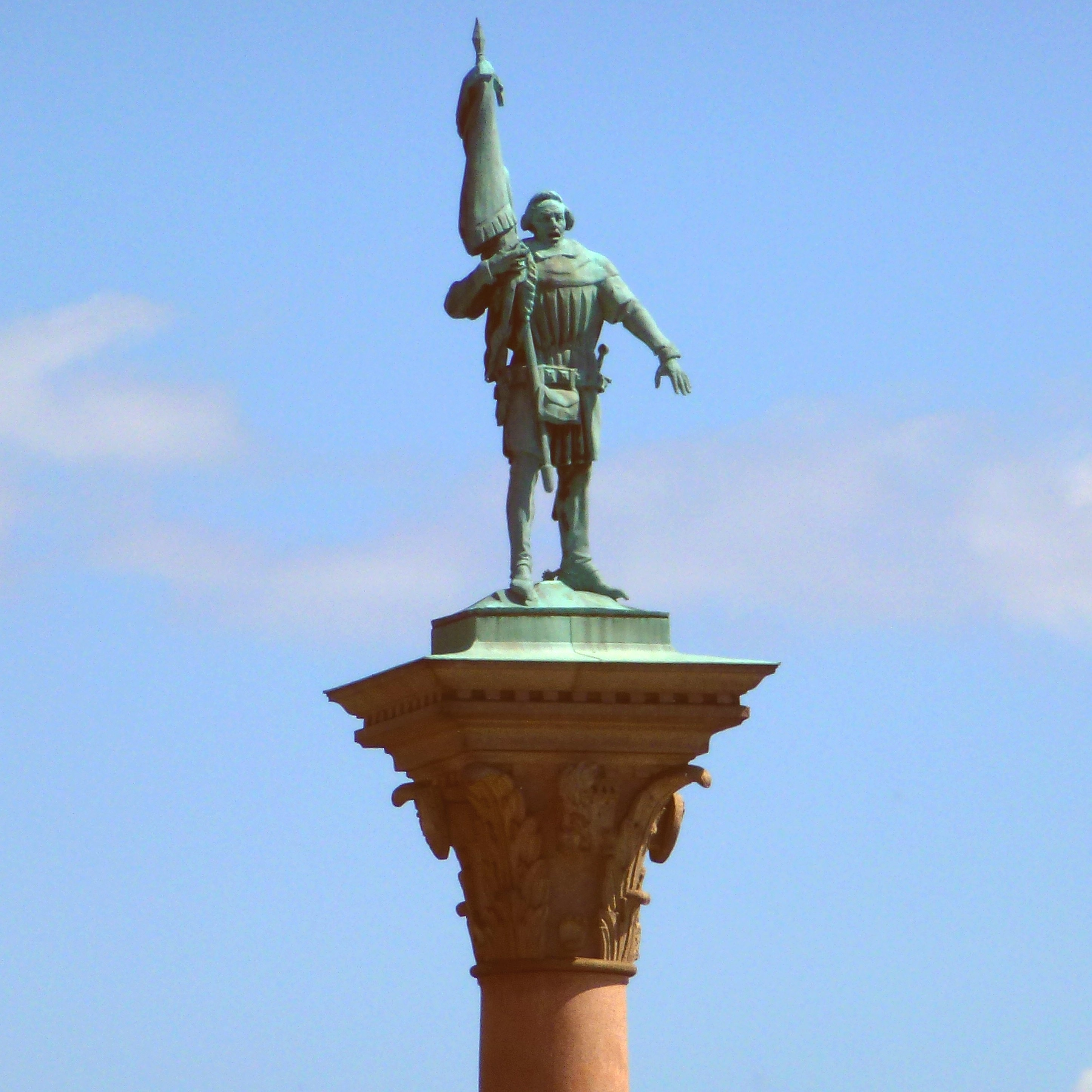
Engelbrekt på kapitälet.

Engelbrektsstatyn är ett konstverk utanför Stockholms stadshus. Statyn, som hedrar Engelbrekt Engelbrektsson, invigdes 1932 och skapades av skulptören Christian Eriksson. Till en början skulle Carl Milles utföra verket men efter många förslag och diskussioner blev Milles av med uppdraget.

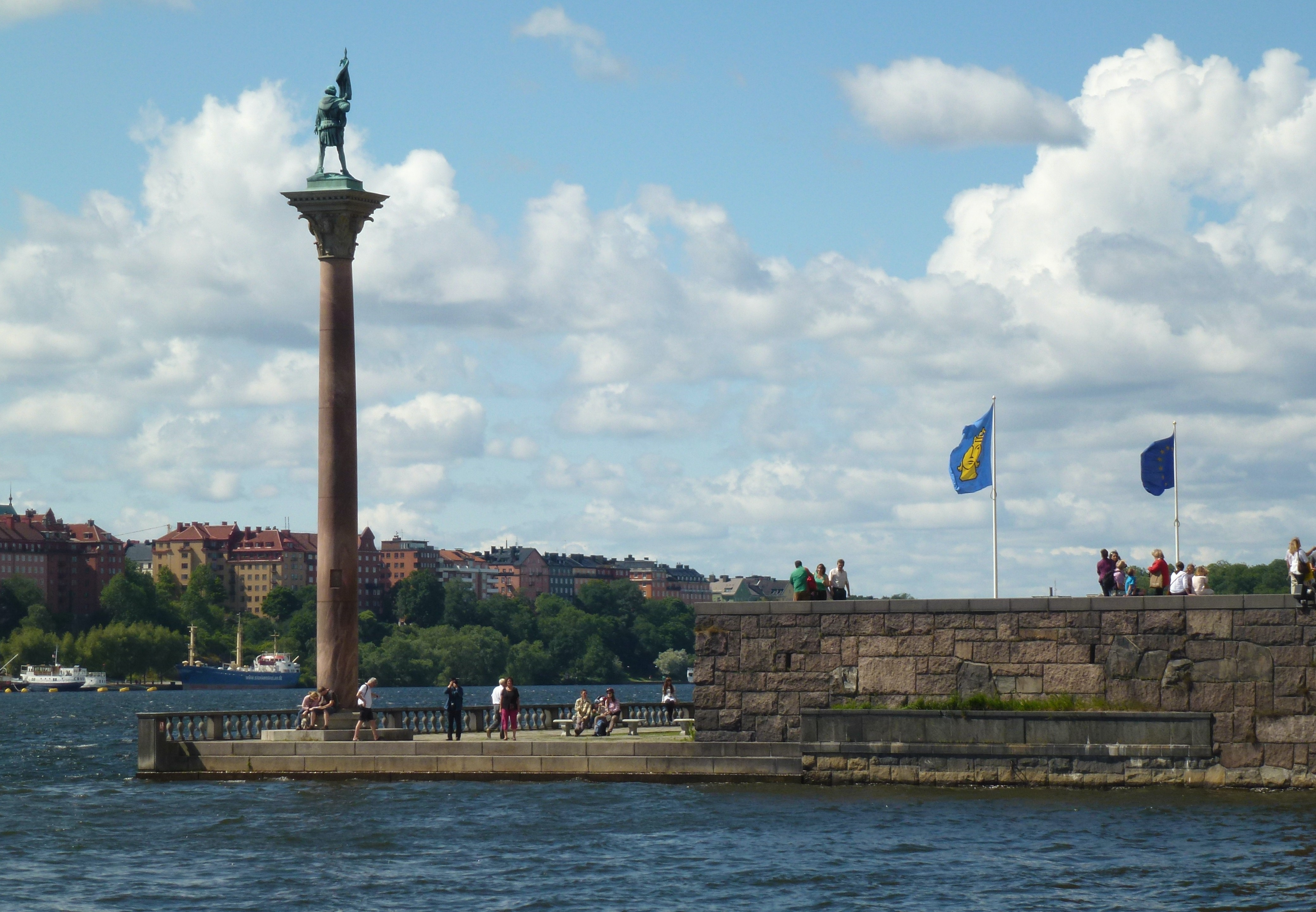
Engelbrektsstatyn från Klara Mälarstrand.

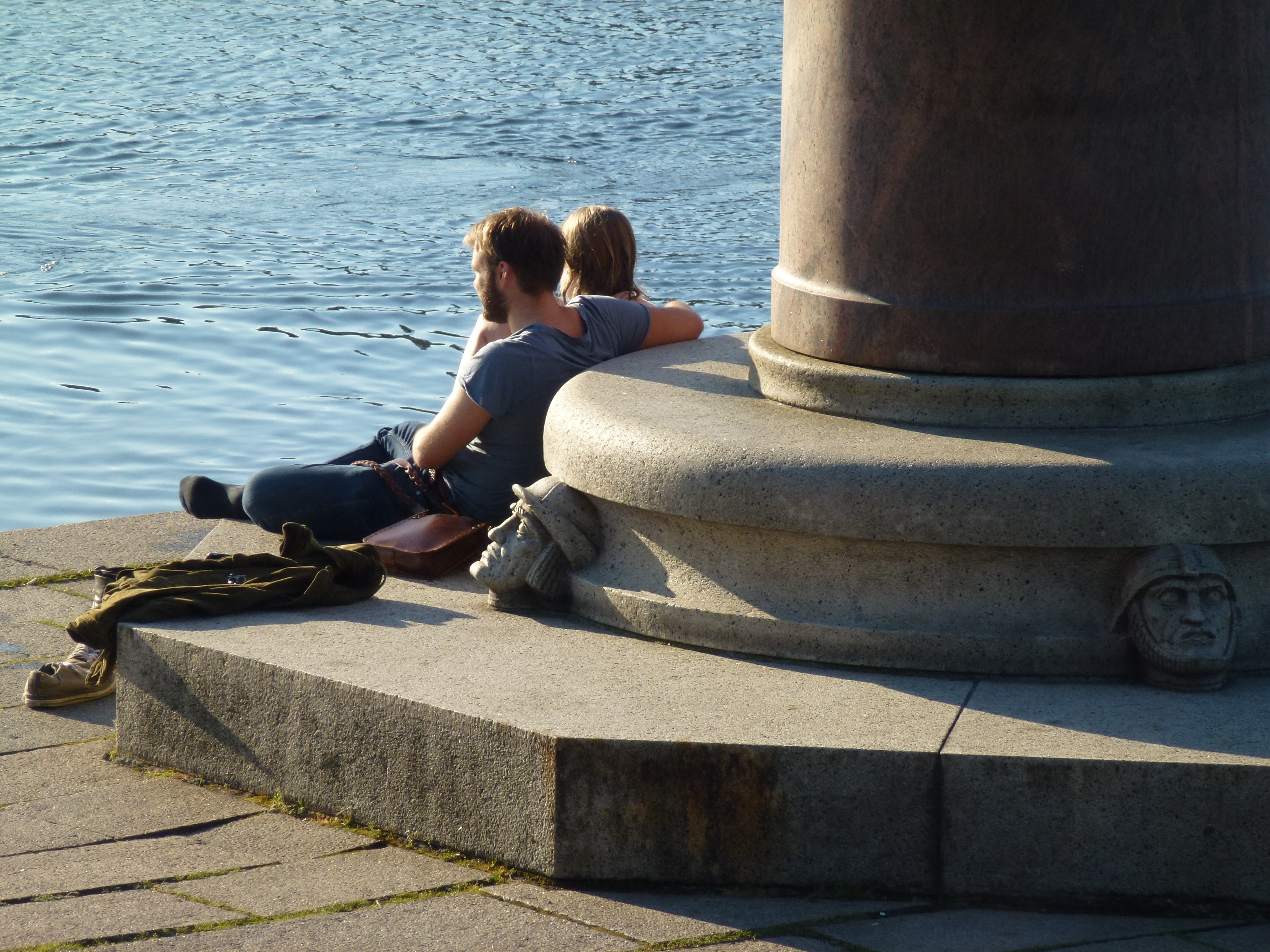
Kolonnens sockel.

Redan i rådhusförslaget hade Ragnar Östberg planerat att placera "en dominerande gestalt ur den svenska historien" på en kolonn utanför byggnadens sydöstra hörn. Både val av placering och konstnär för Engelbrektstatyn vållade problem och drog ut på tiden. Till en början fick Carl Milles uppdraget av det nybildade Stockholms skönhetsråd att tillsammans med Östberg utforma Engelbrekt och ett tjugotal olika modeller presenterades av Milles. De visade dels en figur som slår ihjäl ett lejonliknande eller ormliknande odjur med en yxa eller en man som höjer sitt svärd. Östberg ville ha en “totalverkan” med en staty på en hög kolonn, helst stående i Riddarfjärdens vatten, vilket Stockholms skönhetsråd sade nej till, kolonnen accepterades dock.
Milles otaliga förslag gillades inte av Stockholms stadsfullmäktige och 1926 blev han slutligen av med uppdraget. En tävling utlystes där 70 förslag kom in. Christian Eriksson vann med en realistisk skulptur av en stående, kraftig man iförd medeltida kläder och höjande ett baner.  Det slutgiltiga utförandet visar en bredbent gestalt i brons huggen av Aron Sandberg och placerad på ett kraftigt kapitäl utformat av Östberg. Kompositionen står på en cirka tjugo meter hög kolonn. Runt sockeln finns fyra huvuden införda i krigshjälmar, även de huggna av Sandberg.
Så återstod problemet om Engelbrekt skulle vända framsidan eller ryggen mot Gamla stan. Östbergs förslag att Engelbrekts ansikte skulle ses från stadshuset fann slutligen gehör och 1932 kunde Engelbrektsstatyn invigas.
Engelbrekt har även hedrats med statyer skapade av andra konstnärer. En staty i brons, modellerad av Carl Gustaf Qvarnström, avtäcktes i Örebro 1865. Det finns även en staty av Engelbrekt på Järntorget  i Arboga liksom på Stora torget i Falun.